# Sebastián Van der Borcht
Sebastián van der  Borcht fue un ingeniero militar del ejército español y arquitecto nacido en Bruselas alrededor de 1725. Participó en el diseño y construcción de diferentes edificios en la ciudad de Sevilla, entre ellos la Real Fábrica de Tabacos, la Real Casa de la Moneda y el último cuerpo de la Torre del Oro.

## Biografía

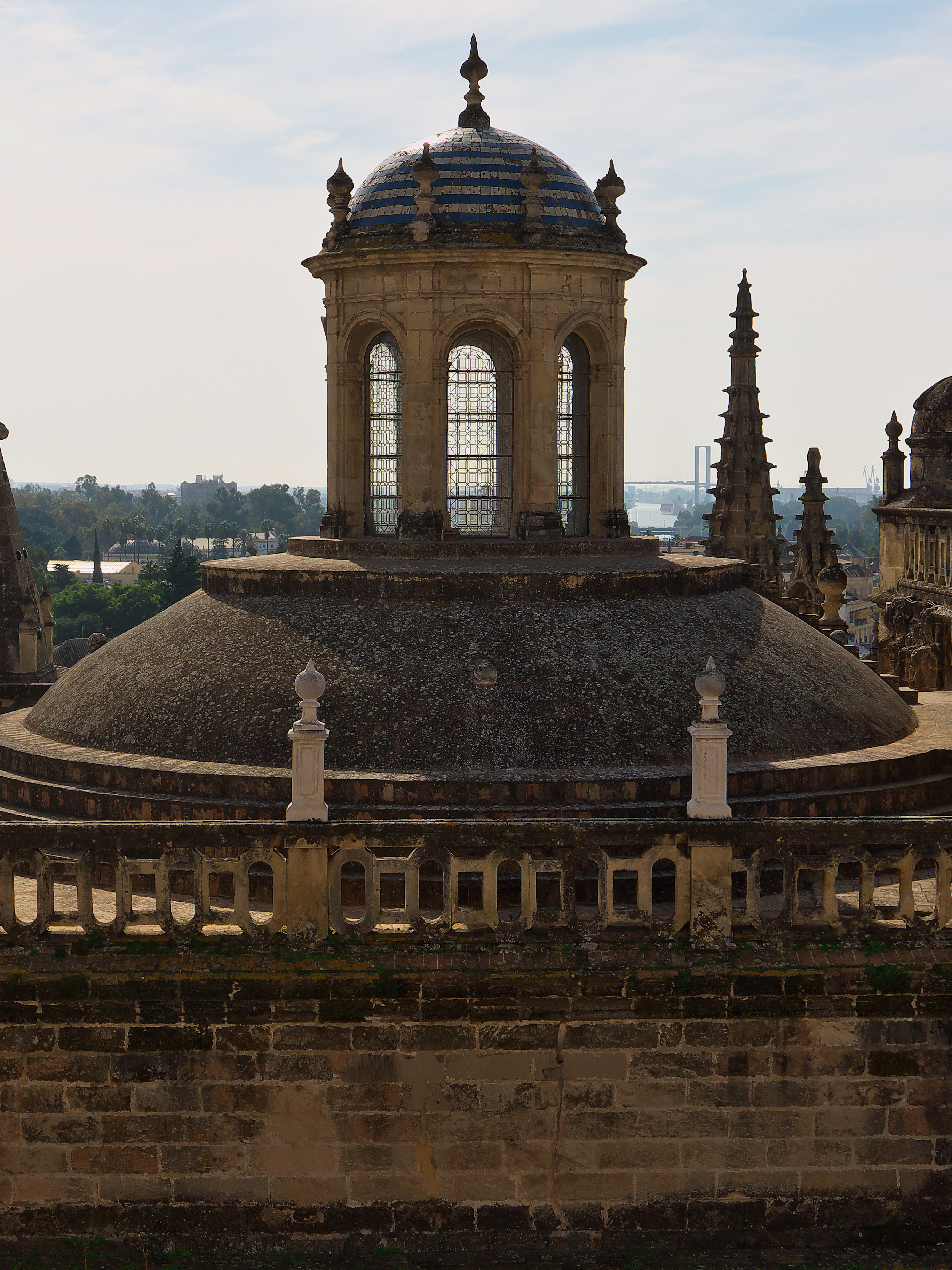
Linterna de la Capilla Real de Sevilla

Se desconoce la fecha exacta de su nacimiento, aunque se sabe que era natural de Bruselas e hijo de Lamberto van der Borcht y de Cornelia Langaert.
El 7 de marzo de 1745 ingresó en el Cuerpo de Ingenieros del ejército español con el grado de subteniente, siendo destinado a Andalucía. En 1750 se casó en la Iglesia del Sagrario de Sevilla con Antonia Josefa Sánchez de Aguilera, la cual a su vez pertenecía a una acomodada familia sevillana, siendo hija de Alonso Sánchez, natural de Carmona y Ministro de la Santa Inquisición y de María Dionisia de Aguilera, natural de Sevilla.
En 1749 ascendió a teniente, en 1753 a capitán y en 1760 a teniente coronel. En 1768 alcanzó el grado de coronel con el que se retiró. Las últimas noticias que se tienen sobre su vida datan de 1787. En ese año se dirigió por escrito al Rey solicitando ayuda económica para la publicación de un tratado general de la guerra y el arte militar que tenía escrito. La ayuda le fue denegada.
En 1754 rehízo la linterna que remata la cúpula central de la Capilla Real de la Catedral de Sevilla, y en 1766 diseñó la reja que cierra el acceso a la misma capilla.

## Obra
En 1750 recibió el encargo de continuar la dirección de las obras del edificio de la Real Fábrica de Tabacos de Sevilla labor a la que estuvo dedicada durante más de 15 años, periodo en el que se sucedieron en el cargo de ministro el marqués de la Ensenada, el conde de Valdeparaíso y el marqués de Esquilache. En 1766, poco después de la caída en desgracia del primer ministro Esquilache con quien al parecer le unía una relación de amistad, estando el edificio sin concluir y pendiente de la terminación del foso, se le notificó sin muchas explicaciones el cese en la dirección de los trabajos, los cuales fueron finalizadas ya sin su presencia, aunque siguiendo su proyecto.
Participó en diferentes obras reales de restauración de edificios de Sevilla que quedaron dañados con motivo del Terremoto de Lisboa de 1755, como los Reales Alcázares y la Torre del Oro. Para esta última, proyectó su último cuerpo, y la linterna cilíndrica que la remata y le otorga su fisonomía actual.
También fue el autor del proyecto de la portada de la Real Casa de la Moneda y del Palco Real de la Plaza de toros de la Maestranza de Sevilla.
De la importancia y consideración de su labor da idea las gratificaciones extraordinarias de que fue objeto por parte de los reyes Fernando VI y Carlos III, las cuales alcanzaron a partir del año 1760 la considerable suma de mil reales mensuales. En diversas ocasiones sus proyectos fueron presentados en la corte. Así lo hizo personalmente en 1760 acompañado por el marqués de Esquilache ante el rey Carlos III.